# Ernst Vierthaler
Ernst Vierthaler (ursprünglich Ludwig Moritz Gustav Ernst Vierthaler, * 11. November 1883 in Friedrichsort, Provinz Schleswig-Holstein; † 1. Juli 1970 in Berlin) war ein deutscher Jurist und Kirchenmann in Anhalt.

## Leben
Der Vater, Albert Vierthaler, war anhaltischer Pfarrer. Die Mutter Helene Holzmann entstammte einer anhaltischen Pfarrerfamilie. Die Vierthalers waren eine Alt–Köthener Familie, deren Mitglieder häufig in der Köthener Verwaltung erschienen.
Vierthaler war von 1902 bis 1904 Primaner am Francisceum in Zerbst. Er studierte Jura und bevor er zum 1. April 1920 als „Regierungsrat“ bei der Anhaltischen Finanzdirektion in Dessau fest angestellt wurde, war er als Gerichts- und Konsistorialassessor in Magdeburg tätig. (Amtsblatt für Anhalt vom 2. April 1920, Nr. 27, S. 106) In seinem neuen Amt übernahm er den Vorsitz der Bezirkseinschätzungskommission für die Städte Zerbst und Bernburg sowie für die Bezirke der Stadt Dessau (E 138, Nr. 17 Personalkartei zu Beamten der anhaltischen Oberbehörden).
Zum 1. Oktober 1924 wurde er auf seinen Antrag hin unter Ernennung zum Landgerichtsrat an das Landgericht Dessau versetzt. (Amtsblatt für Anhalt vom 3. Oktober 1924, Nr. 78, S. 161)
Im Jahr 1940 übernahm er die Administration der von Bergen’schen Familienstiftung. (Z 223, Nr. 27–29)

Als Landgerichtsrat, zuletzt Landgerichtsdirektor, verbrachte er sein Berufsleben am Dessauer Landgericht. 1949 wurde er vorzeitig in den Ruhestand versetzt.

In der Folgezeit engagierte er sich sehr im Leben der Anhaltischen Landeskirche. Er war Mitglied der anhaltischen Landessynode, Vorsitzender der kirchlichen Disziplinarkammer, stellvertretender Vorsitzender des Landeskirchengerichts und wirkte lange Jahre als ehrenamtlicher Landeskirchenarchivar. Zeitweise war er juristischer Ratgeber im LKR und betreute das Gesetzgebungswerk der Anhaltischen Landeskirche. Während einer Vakanz fungierte er kurze Zeit als juristischer Dezernent des LKR.
Seine Hauptbeschäftigung war die alphabetische Verkartung anhaltischer Kirchenbücher. So entstand die nach ihm benannte Vierthaler – Kartei. Genealogen auf der ganzen Welt ist diese Kartei ein Begriff. Die Kartei umfasst in 61 Karteikästen ca. 70.000 bis 100.000 Karteikarten/Karteizettel. Etwa ein Drittel der anhaltischen Kirchenbücher sind in ihr erfasst. 1963 zog Ernst Vierthaler mit seiner Ehefrau zur Tochter nach Berlin. Die Kartei wurde fortgeführt von dem Pfarrerehepaar Fredenhagen und nach dem Tod ihres Mannes von Frau Fredenhagen allein. 1994 wurde die Kartei dem landeskirchlichen Archiv übergeben, wo sie sich noch heute befindet.